# Рамалью Эанеш, Антониу
Анто́ниу душ Са́нтуш Рама́лью Эа́неш (порт. António dos Santos Ramalho Eanes; род. 25 января 1935, Алкайнш Португалия), также встречается вариант передачи фамилии Эаниш, — португальский политический и военный деятель, президент Португальской Республики в 1976—1986 годах.

## Биография
Антониу душ Сантуш Рамалью Эанеш родился 25 января 1935 года в городе Алкайнш провинции Бейра-Байша (ныне муниципалитет Каштелу-Бранку, экономико-статистический регион Бейра-Интериор-Сул, Центральный регион) в семье инженера-строителя Мануэла душ Сантуша Эанеша (порт. Manuel dos Santos Eanes) и Марии ду Розариу Рамалью (порт. Maria do Rosário Ramalho). В 1942 году он поступил в лицей в Каштелу-Бранку и окончил его в 1952 году, после чего добровольцем поступил в общевойсковое училище.

### Карьера военного
Рамалью Эанеш окончил военное училище в 1956 году и в 1957 году получил звание младшего лейтенанта. В 1958 году, после короткой службы инструктором в артиллерийском училище в Мафре, Рамалью Эанеш был направлен в свою первую командировку («комиссию») в колонии — в португальский анклав Гоа на побережье Индии. В 1959 году в Индии ему было присвоено звание лейтенанта. В 1960 году Рамалью Эанеш был отозван в Португалию, а в декабре следующего года Гоа был захвачен индийской армией. Во время службы в Лиссабоне он отличился в армейских спортивных соревнованиях как легкоатлет. В 1961 году Рамалью Эанеш получил звание капитана, в 1962 году прошёл Курсы по подготовки специальных операций (порт. Curso de Instrução de Operações Especiais). В том же году он был направлен в португальскую колонию Макао на побережье Китая. В 1964 году состоялась его третья (кратковременная) командировка, на этот раз в Мозамбик. В 1966 году Рамалью Эанеш был вновь направлен в Мозамбик, где уже шла война между португальской армией и освободительным движением ФРЕЛИМО. Там он занимался вопросами пропаганды, и впервые ощутил конфликт между официальными приказами и принципами человечности. Только в 1968 году он вернулся в Португалию и в 1969 году окончил Курсы подготовки инструкторов психологических акций в Институте передовых военных исследований (порт. Estágio de Instrutor Acção Psicológica no Instituto de Altos Estudos Militares). Продолжая служить в армии, Рамалью Эанеш также окончил юридический факультет Лиссабонского университета по специальности политические науки и конституционное право, а также прошёл трёхлетний курс обучения в Высшем институте прикладной психологии (порт. Instituto Superior de Psicologia Aplicada).
В 1969 году Рамалью Эанеш был направлен в Португальскую Гвинею, где служил под началом губернатора генерала Антониу ди Спинолы, возглавляя Службу радиовещания и прессы, а также Отдел по гражданским делами и психологическим акциям при губернаторе. Там же он познакомился с капитаном Отелу Сарайва ди Карвалью. Рамалью Эанеш установил хорошие отношения с губернатором ди Спинолой, за что позднее его считали «спинолистом».
В 1970 году Рамалью Эанеш стал кандидатом в майоры, а в 1971 году был направлен в командировку в Анголу, где отличился по службе. В 1973 году ему было присвоено звание майора.

### В оппозиции
Рамалью Эанеш стал одним из организаторов первого Конгресса участников войны в колониях (порт. Congresso dos combatentes do Ultramar) проходившего 1 — 3 июня 1973 года в городе Порту. Вместе с Угу душ Сантушем и Вашку Лоуренсу он распространил петицию с протестами и стал её пропагандировать. В конце 1973 года Рамалью Эанеш принял участие во встречах Движения капитанов, в январе 1974 года был отправлен командованием назад, в Анголу. В 1974 году Рамалью Эанешу было присвоено звание подполковника.

### Годы революции
Во время Революции гвоздик Рамалью Эанеш находился в Анголе и не участвовал в событиях в столице. 30 апреля 1974 года он был назначен главой военной Специальной комиссии по средствам массовой коммуникации, (порт.  Comissão ad-hoc para os Meios de Comunicação Social ), но смог вернулся в Лиссабон только в июле 1974 года. Был директором программ Португальского радио и телевидения, с 28 сентября 1974 года — председателем Административного совета Португальского радио и телевидения (порт.  Radiotelevisão Portuguesa, RTP). Рамалью Эанеш был снят с этого поста в марте 1975 года после попытки генерала ди Спинолы совершить переворот. Левонастроенные офицеры припомнили ему дружбу с генералом, назвали «реакционером». Рамалью Эанеш ушёл в отставку, но потребовал расследования своей деятельности, утверждая, что никак не способствовал ди Спиноле. Рамалью Эанеш работал в аппарате Революционного совета, а затем был направлен в распоряжение Генерального штаба армии. Вскоре он возглавил формирование Оперативной группы в Амадоре. В августе он поддержал «Группу девяти» и осенью 1975 года стал ответственным за составление военной операции по восстановлению контроля над армией. Рамалью Эанеш был активным участником Ноябрьского кризиса и 28 ноября стал временно исполняющим обязанности начальника Главного штаба сухопутных войск после отставки генерала Карлуша Фабиана. В тот же день он стал генералом по должности.
1 декабря Рамалью Эанеш был введён в состав Революционного совета, а 6 декабря 1975 года официально занял должность начальника Главного штаба сухопутных войск.
В 1976 году Рамалью Эанешу, который оставался генералом по должности, было присвоено звание полковника по выслуге лет.

### Кандидат в президенты Португалии
В 1976 году кандидатура Антониу Рамалью Эанеша была выдвинута на предстоящие президентские выборы.
26 апреля Мариу Суариш встретился с руководителями ДВС майором Эрнешту Мелу Антунишем, майором Витором Алвишем и бригадным генералом Вашку Лоуренсу и предложил им выбрать кандидата в президенты из четырёх кандидатур: подполковника Мануэла да Кошты Браша, подполковника Мариу Фирмину Мигела, бригадного генерала Антониу Пиреша Велозу и генерала Антониу Рамалью Эанеша. На следующий день члены Революционного совета Эрнешту Аугушту ди Мелу Антуниш, Вашку Лоуренсу, Витор Алвиш, бригадный генерал Педру Пезарат Коррейя, бригадный генерал Мануэл Франку Шараиш, капитан Антониу Маркиш Жуниор, капитан Родригу Соуза-и-Каштру, Рамалью Эанеш и бригадир Антониу Пиреш Велозу собрались в форте Сан-Жуан ди Барра и семью голосами из девяти избрали Рамалью Эанеша кандидатом на президентские выборы. Его поддержали три из четырёх ведущих политических партий страны: 28 апреля о его поддержке заявила Народно-демократическая партия, 12 мая — Португальская социалистическая партия. Поддержал генерала и Социально-демократический центр. 14 мая кандидатура Рамалью Эанеша была зарегистрирована, а в начале июня Верховный суд признал её законной. На выборах 27 июня 1976 года он одержал убедительную победу.
| \| \| \| | 61,59 % |
|          |         |

|  |  |

| \| \| \| | 16,46 % |
|          |         |

|  |  |

| \| \| \| | 14,37 % |
|          |         |

|  |  |

| \| \| \| | 7,59 % |
|          |        |

|  |  |

14 июля 1976 года состоялась торжественная церемония вступления в должность Антониу Рамалью Эанеша, который стал Президентом Португальской Республики, главнокомандующим вооружёнными силами, председательствующим в Революционном совете и начальником Генерального штаба армии. Он заявил во время присяги — «Я президент всех португальцев» ((порт.  «Sou Presidente de todos os portugueses». Он говорил в своей вступительной речи: 
Сегодня перед страной и миром я клянусь защищать Конституцию, ещё раз обещаю гарантировать и способствовать условиям, которые обеспечат преимущества демократического государства и создание основ социалистического общества»

### Первый президентский срок (1976—1981). Основные события
- 16 июля 1976 года Рамалью Эанеш поручил формирование кабинета лидеру социалистов Мариу Суарешу.
- 12 августа 1976 года была проведена реорганизация Революционного совета — его члены потеряли право по совместительству занимать командные должности в армии (кроме военного губернатора Лиссабона).
- В сентябре 1976 года Португалия вошла в Совет Европы.
- 12 декабря 1976 года — были проведены первые муниципальные выборы, на которых Социалистическая партия получила 33, 24 % голосов, Социал-демократическая партия 24,27 %, Португальская коммунистическая партия и коалиция «Объединённый народ» — 17,69 %, Социально-демократический центр — 16,61 %[12].
- 30 января 1978 года на основе соглашения Социалистической партии и Социально-демократического центра было сформировано II Конституционное правительство во главе с Мариу Суарешем.
- 28 июля 1978 года Рамалью Эанеш отправил кабинет Суареша в отставку, так как перестало действовать соглашение между ПСП и СДЦ.
- 29 августа 1978 года принесло присягу новое правительство во главе с «независимым» Алфреду Нобри да Коштой, но 14 сентября его правительственная программа была отклонена Ассамблеей республики.
- 22 ноября начало работу правительство «независимого» Карлуша Алберту да Мота Пинту. В декабре Революционный совет объявил неконституционным новый избирательный закон[13].
- В 1978 году Рамалью Эанеш было присвоено звание полного генерала[3].
- 9 июня 1979 года — правительство Моты Пинту было отправлено в отставку.
- 13 июля 1979 года — Рамалью Эанеш распустил Ассамблею Республики и назначил промежуточные парламентские выборы.
- 19 июля 1979 года — премьер-министром Португалии впервые в истории была назначена женщина — Мария ди Лурдеш Пинтасилгу. Её правительство должно было действовать до промежуточных парламентских выборов.
- 2 декабря 1979 года — на парламентских выборах победил правый Демократический альянс за новое большинство.
- 3 января 1980 года — премьер-министром назначен лидер Демократического альянса Франсишку Са Карнейру.
- 6 сентября 1980 года — Рамалью Эанеш выдвинул свою кандидатуру на президентские выборы 1980 года.
- 5 октября 1980 года — на очередных парламентских выборах Демократический альянс укрепил свои позиции.
- 6 октября — премьер-министр Са Карнейру выступил против переизбрания Рамалью Эанеша на второй срок.
- 14 октября 1980 года — Рамалью Эанеш провёл пресс-конференцию, на которой подчеркнул «надпартийный» характер своей кандидатуры. Он не поддержал Социалистическую партию и заявил, что не имеет серьёзных разногласий с Демократическим альянсом.
- 4 декабря 1980 года — премьер-министр Франсишку Са Карнейру погиб в авиационной катастрофе. Его временно сменил Диогу Фрейташ ду Амарал.

### Второй президентский срок (1981—1986). Основные события
На выборах 7 декабря 1980 года Рамалью Эанеш снова одержал уверенную победу.
| \| \| \| | 56,44 % |
|          |         |

|  |  |

| \| \| \| | 40,23 % |
|          |         |

|  |  |

| \| \| \| | 1,49 % |
|          |        |

|  |  |

| \| \| \| | 9,84 % |
|          |        |

|  |  |

| \| \| \| | 0,78 % |
|          |        |

|  |  |

| \| \| \| | 0 22 % |
|          |        |

|  |  |

- 9 января 1981 года было сформировано правительство Франсишку Пинту Балсемау[14].
- 16 февраля 1981 года Рамалью Эанеш передал пост начальника генерального штаба Нуну Вириату Товаришу ди Мелу Эгидиу.
- 11 августа 1981 года — кабинет Пинту Балсемау ушёл в отставку.
- 4 сентября 1981 года — сформирован второй кабинет Пинту Балсемау.
- 30 октября 1982 года — вступили в силу поправки к Конституции. Революционный совет распущен, его место занял Государственный совет.
- 20 декабря 1982 года — отставка правительства Пинту Балсемау.
- 23 января 1983 года — премьер-министром назначен Витор Крешпу, но он вскоре отказался от формирования кабинета[5].
- 4 февраля 1983 года — Рамалью Эанеш распустил Ассамблею республики и назначил парламентские выборы на 25 апреля[15];
- 25 апреля 1983 года победу одержала Португальская социалистическая партия, набравшая — 36,3 % голосов (СДП — 27 %, Союз за единство народа (включая ПКП) — 18,2 %, СДЦ 12,4 %)[16].
- 9 июня 1983 года — принесло присягу правительство Мариу Суареша.
- 6 октября 1985 года на парламентских выборах Социал-демократическая партия получила 29,8 % голосов (ПСП 20,7 %, СДЦ 9,7 %, Партия демократического обновления, созданная в июле сторонниками Эанеша, — 18 %, СЕН — 15,6 %).
- 31 октября 1985 года — сформировано правительство Анибала Каваку Силвы.
- 26 января 1986 года — прошёл первый тур президентских выборов.
- 16 февраля 1986 года — прошёл второй тур президентских выборов[17].

9 марта 1986 года Антониу Рамалью Эанеш сложил полномочия Президента Португальской Республики и передал власть избранному президентом Мариу Суарешу.

### Зарубежные визиты президента Рамалью Эанеша
- май 1977 года — Испания;
- декабрь 1977 года — ФРГ[18];
- май 1978 года — Острова Зелёного Мыса, Бразилия, Венесуэла
- июнь 1978 года — Гвинея-Бисау, встреча с президентом Анголы Антонио Агостиньо Нето;
- ноябрь 1978 — Великобритания[13][19];
- февраль 1979 года — Гвинея-Бисау;
- март 1979 года — Народная Республика Болгария;
- июнь 1979 года — Социалистическая Республика Румыния, Венгерская Народная Республика и Социалистическая Федеративная Республика Югославия;
- октябрь 1979 года — Франция[19];
- апрель 1980 года — Острова Зелёного мыса;
- май 1980 года — Италия и Ватикан[14];
- май 1981 года — ФРГ;
- ноябрь 1981 года — Мозамбик, Замбия и Танзания[20];
- апрель 1982 года — Бельгия и Ангола;
- октябрь 1982 года — Австрия;
- декабрь 1982 года — Гвинея-Бисау и Алжир[15];
- март 1983 года — Греция и Египет;

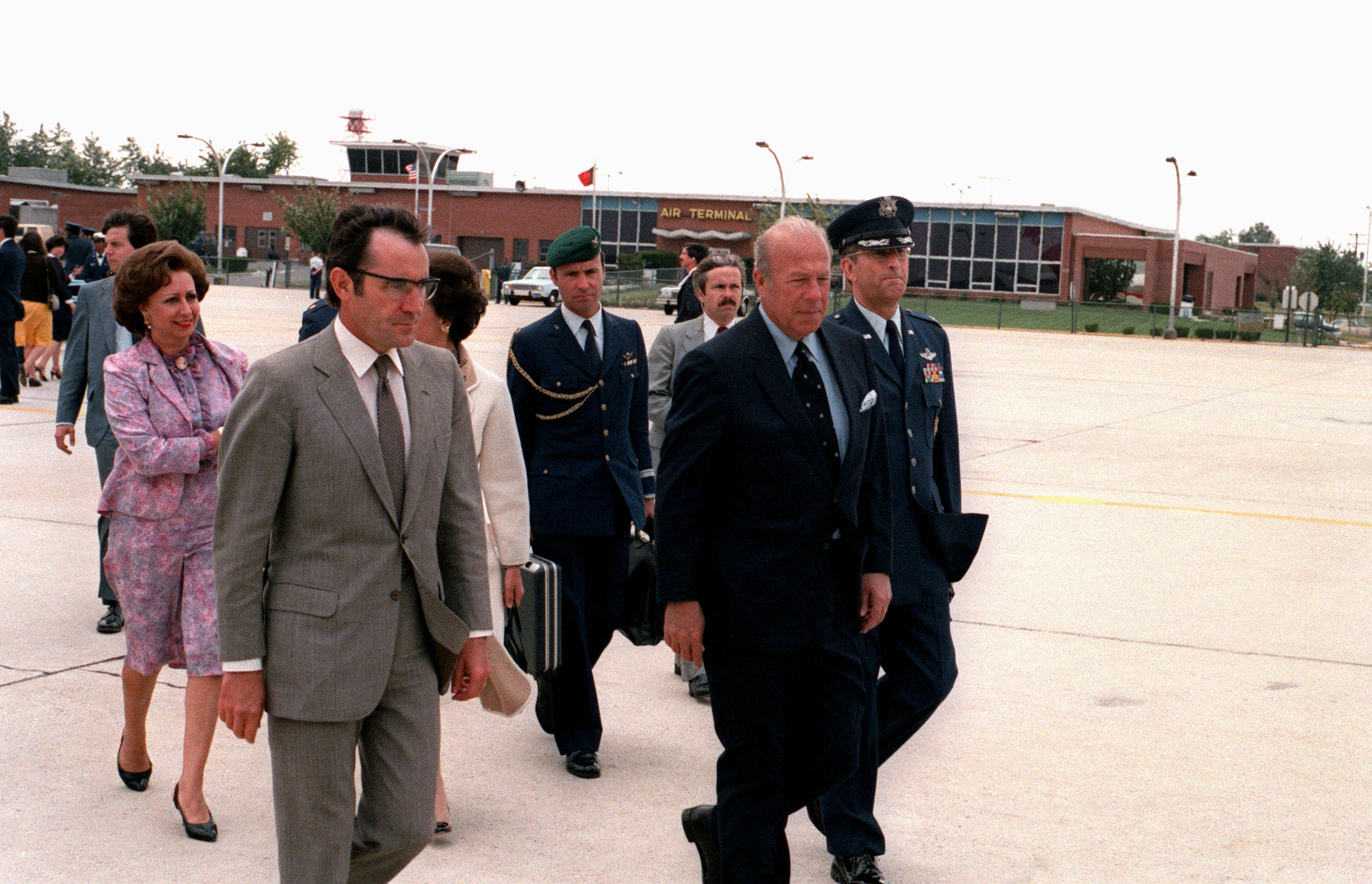
Рамалью Эанеш во время государственного визита в США. Рядом государственный секретарь США Джордж Шульц и жена президента Мария Мануэла Эанеш

- сентябрь 1983 года — США[21];
- март 1984 года — Демократическая Республика Сан-Томе и Принсипи, Заир и Конго[22];
- апрель 1985 года — неофициальный визит в Мозамбик;
- май 1985 года — КНР и Социалистическая Федеративная Республика Югославия[17].

### После отставки
18 марта 1986 года Рамалью Эанеш как бывший президент был назначен пожизненным государственным советником. 19 августа 1986 года Рамалью Эанеш стал председателем леволиберальной Партии демократического обновления, однако оставил этот пост уже 5 августа 1987 года. 19 июля 1987 года он был избран депутатом Ассамблеи Республики.
В 2000 году по морально-этическим соображениям Рамолью Эанеш отказался от воинского звания маршала.
3 июня 2005 года в музее Бернардину Машаду состоялась конференция «Рамалью Эанеш: буква и дух президентской миссии» (порт.  «Ramalho Eanes: o espírito e a letra de uma missão presidencial»), посвященная Рамалью Эанешу, как первому президенту, избранному после диктатуры всеобщим голосованием. Она была организована профессором Норберту Кунья, директором музея и ректором Политехнического института.
15 ноября 2006 года Рамалью Эанеш с высшим отличием стал доктором политических наук Университета Наварры в Памплоне по теме «Гражданское общество и политические силы в Португалии». Рамалью Эанеш активно участвует как в официальных мероприятиях, так и в различных общественных и научных форумах. Так, в ноябре 2009 года он выступил на конференции, посвящённой памяти Эрнешту Мелу Антуниша

## Награды
Награды Португалии
| Страна     | Дата                        | Награда                                                      | Награда                                                      | Литеры |
| ---------- | --------------------------- | ------------------------------------------------------------ | ------------------------------------------------------------ | ------ |
| Португалия | 9 марта 1976 — 9 марта 1986 | Кавалер Тройного ордена как Президент Португалии             | Кавалер Тройного ордена как Президент Португалии             |        |
| Португалия | 1986                        | Кавалер Большой цепи                                         | Военного Ордена Башни и Меча, Доблести, Верности и Заслуг    | GColTE |
| Португалия | 9 марта 1976 — 9 марта 1986 | Гроссмейстер                                                 | Военного Ордена Башни и Меча, Доблести, Верности и Заслуг    |        |
| Португалия | 9 марта 1976 — 9 марта 1986 | Гроссмейстер ордена Христа                                   | Гроссмейстер ордена Христа                                   |        |
| Португалия | 9 марта 1976 — 9 марта 1986 | Гроссмейстер                                                 | ордена Святого Беннета Ависского                             |        |
| Португалия | 9 марта 1972                | Кавалер                                                      | ордена Святого Беннета Ависского                             | CavA   |
| Португалия | 9 марта 1976 — 9 марта 1986 | Гроссмейстер Военного ордена Святого Якова и Меча            | Гроссмейстер Военного ордена Святого Якова и Меча            |        |
| Португалия | 2016                        | Кавалер Большой цепи                                         | ордена Инфанта дона Энрике                                   | GColIH |
| Португалия | 9 марта 1976 — 9 марта 1986 | Гроссмейстер                                                 | ордена Инфанта дона Энрике                                   |        |
| Португалия | 2015                        | Кавалер Большой цепи                                         | ордена Свободы                                               | GColL  |
| Португалия | 2004                        | Кавалер Большого креста                                      | ордена Свободы                                               | GCL    |
| Португалия | 9 марта 1976 — 9 марта 1986 | Гроссмейстер                                                 | ордена Свободы                                               |        |
| Португалия | 9 марта 1976 — 9 марта 1986 | Гроссмейстер ордена Заслуг                                   | Гроссмейстер ордена Заслуг                                   |        |
| Португалия | 9 марта 1976 — 9 марта 1986 | Гроссмейстер ордена Народного образования                    | Гроссмейстер ордена Народного образования                    |        |
| Португалия | 1968                        | Кавалер Военного креста 2 класса                             | Кавалер Военного креста 2 класса                             | MSCG   |
| Португалия | 1971                        | Серебряная медаль «За выдающиеся заслуги» с пальмовой ветвью | Серебряная медаль «За выдающиеся заслуги» с пальмовой ветвью | MPSD   |

Награды иностранных государств
| Страна            | Дата вручения              | Награда                                                                                                 | Награда                                                                                                 | Литеры |
| ----------------- | -------------------------- | --- | --- | ------ |
| Испания           | 21 мая 1977                | Кавалер цепи ордена Изабеллы Католической                                                               | Кавалер цепи ордена Изабеллы Католической                                                               |        |
| Норвегия          | 1978                       | Кавалер Большого креста ордена Святого Олафа                                                            | Кавалер Большого креста ордена Святого Олафа                                                            |        |
| Испания           | 2 мая 1978                 | Кавалер цепи ордена Карлоса III                                                                         | Кавалер цепи ордена Карлоса III                                                                         |        |
| Франция           | 5 марта 1979               | Кавалер Большого креста ордена Почётного легиона                                                        | Кавалер Большого креста ордена Почётного легиона                                                        |        |
| Великобритания    | 15 июля 1980               | Кавалер Большого креста ордена Бани                                                                     | Кавалер Большого креста ордена Бани                                                                     | GCB    |
| Италия            | 14 мая 1980                | Кавалер Большого креста декорированного лентой ордена «За заслуги перед Итальянской Республикой»        | Кавалер Большого креста декорированного лентой ордена «За заслуги перед Итальянской Республикой»        |        |
| Бразилия          | 15 июля 1980               | Кавалер цепи ордена Южного Креста                                                                       | Кавалер цепи ордена Южного Креста                                                                       |        |
| Германия          | 15 июля 1980               | Кавалер Большого креста специального класса ордена «За заслуги перед Федеративной Республикой Германия» | Кавалер Большого креста специального класса ордена «За заслуги перед Федеративной Республикой Германия» |        |
| Румыния           | 15 июля 1980               | Кавалер ордена Звезды Румынии 1 класса                                                                  | Кавалер ордена Звезды Румынии 1 класса                                                                  |        |
| Болгария          | 15 июля 1980               | Кавалер ордена «Стара планина» с лентой                                                                 | Кавалер ордена «Стара планина» с лентой                                                                 |        |
| Бразилия          | 15 июля 1980               | Кавалер Большого креста ордена Военных заслуг                                                           | Кавалер Большого креста ордена Военных заслуг                                                           |        |
| Венгрия           | 15 июля 1980               | Кавалер ордена Знамени Венгерской Народной Республики 1 класса                                          | Кавалер ордена Знамени Венгерской Народной Республики 1 класса                                          |        |
| Ватикан           | 18 июля 1980               | Кавалер цепи ордена Пия                                                                                 | Кавалер цепи ордена Пия                                                                                 |        |
| Бельгия           | 7 июня 1982                | Кавалер Большого креста ордена Леопольда II                                                             | Кавалер Большого креста ордена Леопольда II                                                             |        |
| Мальтийский орден | 29 апреля 1983             | Кавалер цепи ордена Заслуг pro Merito Melitensi военного дивизиона                                      | Кавалер цепи ордена Заслуг pro Merito Melitensi военного дивизиона                                      |        |
| Югославия         | 30 мая 1983                | Кавалер ордена на ленте                                                                                 | Югославского флага                                                                                      |        |
| Югославия         | 18 июля 1980 — 30 мая 1983 | Кавалер ордена с золотым венком                                                                         | Югославского флага                                                                                      |        |
| Исландия          | 24 ноября 1983             | Кавалер цепи ордена Сокола                                                                              | Кавалер цепи ордена Сокола                                                                              |        |
| Заир              | 5 января 1984              | Кавалер цепи ордена Леопарда                                                                            | Кавалер цепи ордена Леопарда                                                                            |        |
| Египет            | 28 марта 1984              | Кавалер цепи ордена Нила                                                                                | Кавалер цепи ордена Нила                                                                                |        |
| Республика Конго  | 16 мая 1984                | Кавалер Большого креста ордена Заслуг                                                                   | Кавалер Большого креста ордена Заслуг                                                                   |        |
| Великобритания    | 1985                       | Кавалер Королевской Викторианской цепи                                                                  | Кавалер Королевской Викторианской цепи                                                                  |        |
| Люксембург        | 2 января 1985              | Рыцарь ордена Золотого льва Нассау                                                                      | Рыцарь ордена Золотого льва Нассау                                                                      |        |
| Дания             | 24 января 1985             | Рыцарь ордена Слона                                                                                     | Рыцарь ордена Слона                                                                                     | R.E.   |
| Греция            | 7 февраля 1986             | Кавалер Большого креста ордена Почёта                                                                   | Кавалер Большого креста ордена Почёта                                                                   |        |
| Восточный Тимор   | 2 августа 2012             | Кавалер Большой цепи ордена Восточного Тимора                                                           | Кавалер Большой цепи ордена Восточного Тимора                                                           |        |